# Medical Arts Building (Hot Springs)
El Medical Arts Building es un rascacielos histórico en 236 Central Avenue en el centro de la ciudad de Hot Springs la capital del estado de Arkansas (Estados Unidos). Es una estructura de 16 pisos en estilo art déco, que se eleva a una altura de 54,9 m . Fue construido en 1929 con un diseño de Almand & Stuck, y fue el edificio más alto del estado hasta 1960. Su portada principal está enmarcada por pilastras estriadas, rematadas por paneles florales y un friso de piedra que identifica el edificio.
El edificio fue incluido en el Registro Nacional de Lugares Históricos en 1978. Hoy, todo menos el primer piso está en mal estado y cerrado al público. El primer piso alberga una tienda de bolsos y un antiguo estudio de fotografía.